# Dasystole galbanata
Dasystole galbanata là một loài bướm đêm trong họ Geometridae.